# Alphonsea
Alphonsea Hook.f. & Thomson  é um género botânico pertencente à família Annonaceae.

## Espécies
- Alphonsea boniana Finet & Gagnep.
- Alphonsea borneensis I.M.Turner
- Alphonsea curtisii King
- Alphonsea cylindrica King
- Alphonsea elliptica Hook.f. & Thomson
- Alphonsea gaudichaudiana (Baill.) Finet & Gagnep.
- Alphonsea glabrifolia Craib
- Alphonsea hainanensis Merr. & Chun
- Alphonsea havilandii P.J.A.Kessler
- Alphonsea hortensis H.Huber
- Alphonsea javanica Scheff.
- Alphonsea johorensis J.Sinclair
- Alphonsea keithii Ridl.
- Alphonsea kinabaluensis J.Sinclair
- Alphonsea kingii J.Sinclair
- Alphonsea lucida King
- Alphonsea lutea (Roxb.) Hook.f. & Thomson
- Alphonsea madraspatana Bedd.
- Alphonsea maingayi Hook.f. & Thomson
- Alphonsea malayana P.J.A.Kessler
- Alphonsea mollis Dunn
- Alphonsea monogyna Merr. & Chun
- Alphonsea orthopetala H.Okada
- Alphonsea ovata (Scheff.) J.Sinclair
- Alphonsea pallida Craib
- Alphonsea papuasica Diels
- Alphonsea philastreana (Pierre) Pierre ex Finet & Gagnep.
- Alphonsea sclerocarpa Thwaites
- Alphonsea sessiliflora Merr.
- Alphonsea siamensis P.J.A.Kessler
- Alphonsea sonlaensis Bân
- Alphonsea squamosa Finet & Gagnep.
- Alphonsea stenogyna (Diels) J.Sinclair
- Alphonsea teysmannii Boerl.
- Alphonsea tonquinensis A.DC.
- Alphonsea tsangyanensis P.T.Li
- Alphonsea ventricosa (Roxb.) Hook.f. & Thomson
- Alphonsea zeylanica Hook.f. & Thomson

- Lista completa